# Ludwig (Hessen-Homburg)

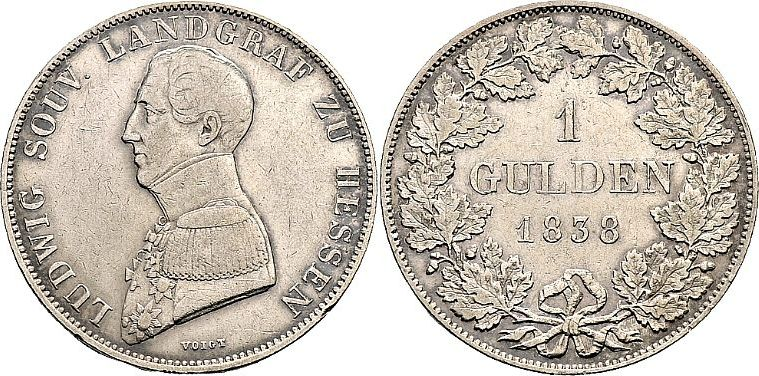
Landgraf Ludwig, 1 Gulden Hessen-Homburg

Ludwig Wilhelm (* 29. August 1770 in Homburg vor der Höhe; † 19. Januar 1839 in Luxemburg) war von 1829 bis zu seinem Tod Landgraf von Hessen-Homburg sowie preußischer General der Infanterie und Gouverneur der Bundesfestung Luxemburg.

## Leben

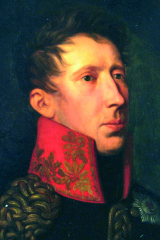
Ludwig von Hessen-Homburg

Ludwig war der zweite Sohn von Landgraf Friedrich V. und seiner Frau Karoline von Hessen-Darmstadt, einer Tochter des Landgrafen Ludwig IX. von Hessen-Darmstadt und Henriette Karoline von Pfalz-Zweibrücken, der Großen Landgräfin.
Er wurde zusammen mit seinem älteren Bruder Friedrich erzogen; sie studierten gemeinsam in Genf, dann wurde Ludwig, in der Familie „Louis“ genannt, am 18. November 1788 als Kapitän in der Preußischen Armee angestellt. Als solcher wurde er am 12. Mai 1790 Kompaniechef im Infanterieregiment „von Wendessen“ Nr. 29.  Am 9. Januar 1793 wurde er auf Feldetat gesetzt und nach Frankfurt am Main befohlen, von dort kam er am 22. Januar 1793 als Kompaniechef in das Infanterie-Regiment Nr. 10.
Im Ersten Koalitionskrieg kämpfte er in den Gefechten bei Altstadt, Eschweiler, Herzogshand, Zweibrücken, Meckenheim, Fenningen, Edinghofen und auch in der Schlacht bei Kaiserslautern. In der Zeit wurde er am 7. April 1794 Major.
Am 18. Januar 1800 erhielt er den Roten Adlerorden und am 20. Mai 1803 wurde er zum Oberstleutnant (mit Patent zum 18. Juni 1803) befördert. Ein Jahr später heiratete er Prinzessin Augusta Amalia von Nassau-Usingen. Diese „dynastische Ehe“ mit der Tochter eines Nachbarfürsten ging nicht gut, Augusta war in Friedrich Wilhelm von Bismarck verliebt. Die Ehe wurde 1805 geschieden und Ludwig heiratete nicht wieder. Ricarda Huch verarbeitete 1925 die Fakten dieser Angelegenheit in „Graf Mark und die Prinzessin von Nassau-Usingen. Eine tragische Biographie“.
Am 3. Januar 1804 ernannte der König ihn zum Kommandeur des Infanterie-Regiments Nr. 10 und am 18. Juni 1805 zum Oberst. Während des Vierten Koalitionskrieges geriet er bei der Kapitulation von Erfurt in französische Kriegsgefangenschaft und wurde 1807 inaktiv gestellt.
Bei der Neuorganisation der Armee erhielt er am 25. Juli 1809 auch die Ernennung zum Generalmajor mit Garnison in Königsberg und wurde Brigadier der Infanterie der ostpreußischen Truppenbrigade. Dafür erhielt er ein Gehalt von 2600 Talern und 8 Rationen. Am 16. Februar 1810 wurde er als Brigadier der brandenburgischen Infanterie nach Berlin versetzt.
Während der Befreiungskriege kämpft er mit seiner „Brigade Hessen-Homburg“ im Gefecht bei Sackau sowie in den Schlachten bei 
Großbeeren, Dennewitz und Leipzig. In Leipzig stürmte er an der Spitze seiner Truppen das Grimmasche Tor und wurde dabei verwundet. Ferner stand er bei den Belagerungen von Luxemburg, Thionville und Mezieres. Für Mezieres erhielt er das Eiserne Kreuz 2. Klasse. In dieser Zeit wurde er am 21. Oktober 1813 Chef des 3. Brigade im III. Armeekorps und auch Generalleutnant. Am 27. Dezember 1813 ernannte man ihn zum Befehlshaber der Landwehr zwischen Elbe und Rhein, am 29. Januar 1814 wurde er Kommandeur der Belagerungstruppen vor Wesel. Für Leipzig erhielt er am 18. Dezember 1814 zudem den Maria-Theresia-Orden. Nach dem Zweiten Pariser Frieden wurde er am 15. April 1815 zum Gouverneur von Luxemburg ernannt. Im Sommerfeldzug von 1815 kämpfte er wieder als Teil der Preußischen Armee, so kommandierte er den Artillerieangriff auf die Festung Longwy am 2. Juli 1815 und belagerte dann die Festung vom 11. August bis zum Waffenstillstand am 8. September 1815.
Am 10. Dezember 1816 erhielt er den russischen St.Wladimir-Orden, und am 20. November 1817 eine Zulage von 300 Talern monatlich zu seinem Gehalt als Gouverneur von Luxemburg. Dann am 21. Januar 1818 bekam er den Großherzoglich Hessischen Ludwigsorden und am 25. April 1821 das Großkreuz des hannoverschen Guelfen-Ordens. Auch militärisch wurde er befördert, am 25. September 1823 wurde er Chef des 16. Infanterie-Regiments und am 18. Juni 1825 General der Infanterie. Am 2. April 1829 trat er die Regierung  von Hessen-Homburg an, blieb aber auch weiterhin Gouverneur der Festung Luxemburg.

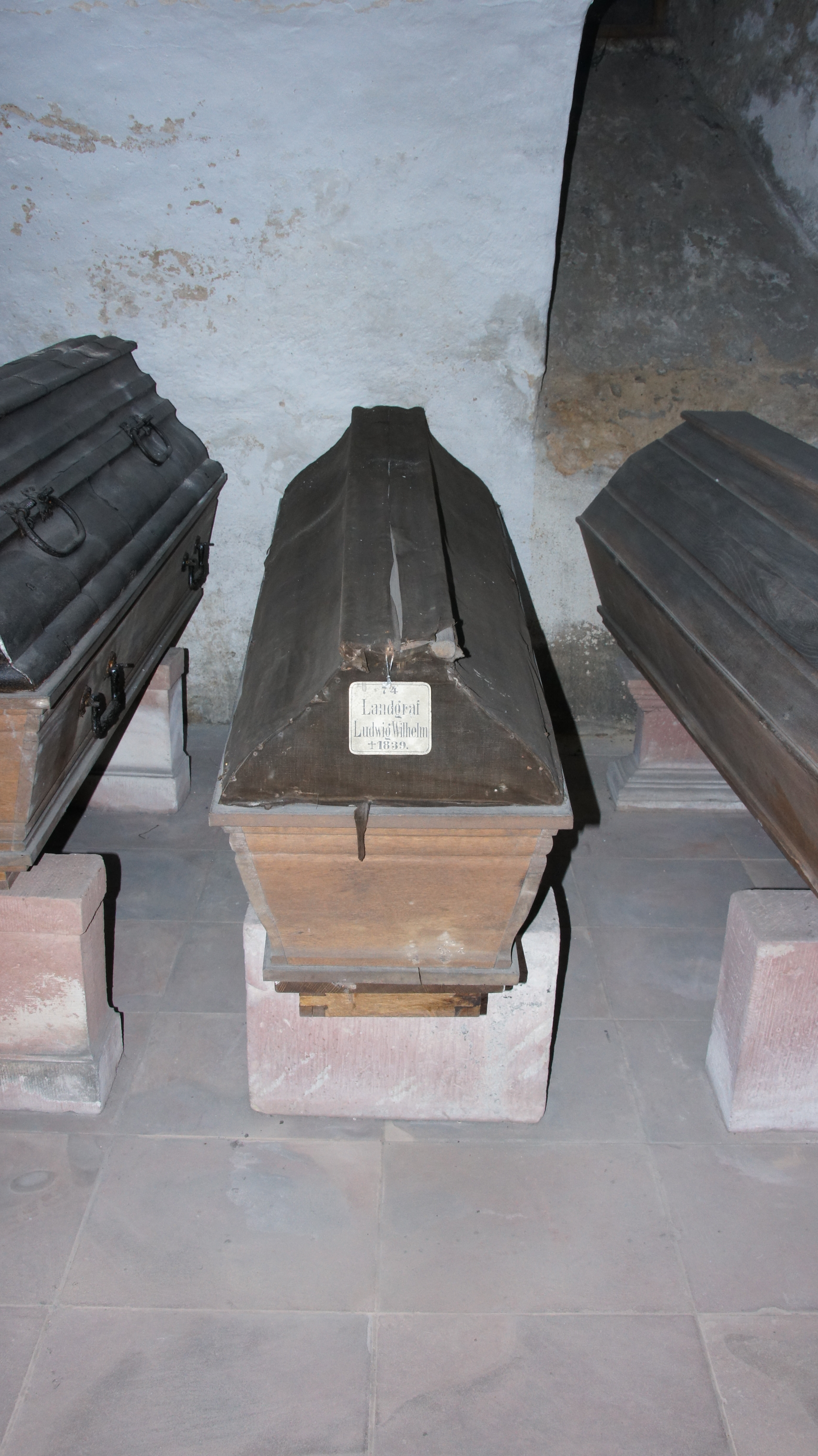
Sarg von Landgraf Ludwig in der Gruft des Homburger Landgrafenschlosses

Die Regierungsgeschäfte in Homburg führte Karl von Ibell und Ludwig war nur sporadisch anwesend. Als reiselustiger, vermögender Mann bereiste er lieber die europäischen Länder, war aber immer an den Vorgängen in seinem „Kleinen Vaterland“ (Fried Lübbecke) interessiert. So förderte er Ibells Schulreformen, die eine gemeinsame Schule für evangelische und katholische (ab 1837 auch jüdische) Schüler vorsahen. Das Schulgebäude für den koedukativen Unterricht wurde 1831 eingeweiht und trägt heute den Namen „Landgraf-Ludwig-Schule“.
Der Förderung des noch bescheidenen Kurbetriebes galt ebenfalls sein Augenmerk, er ließ ein kleines Kursälchen errichten (in dem sich heute die Spielbank Bad Homburg befindet) und die Brunnen neu fassen; hierfür wurde der Ludwigsbrunnen nach ihm benannt.
In der Regierungszeit Ludwigs trat zunächst der Meisenheimer (1829), dann der Homburger Landesteil (1835) dem Deutschen Zollverein bei.
Der Funke der Julirevolution sprang auch nach Hessen-Homburg über, das Militär meuterte und mehrere junge Homburger unterstützten den Frankfurter Wachensturm.
1838 beging Ludwig sein 50-jähriges Jubiläum im preußischen Militärdienst und wurde in Anerkennung seiner Verdienste durch Friedrich Wilhelm III. mit den Brillanten zum Schwarzen Adlerorden ausgezeichnet. Er besuchte noch einmal für zwei Wochen Homburg und kehrte nach Luxemburg zurück, wo er am 19. Januar 1839 starb.
Ludwig ist in der Gruft des Bad Homburger Schlosses beigesetzt.
Da er keine Nachkommen hinterließ, folgte ihm sein jüngerer Bruder Philipp als Landgraf.